# Hermann Burchardt

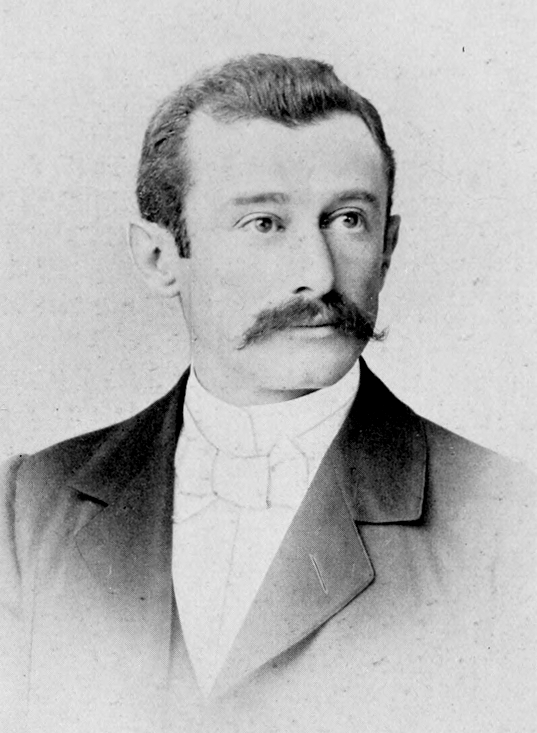
Hermann Burchardt

Hermann Burchardt (* 18. November 1857 in Berlin; † 19. Dezember 1909 zwischen Mokka und Taizz im Jemen) war ein deutscher Orientreisender und Fotograf.

## Leben
Hermann Burchardt stammte aus einer jüdischen Familie. Dank einer Erbschaft konnte er bereits im Alter von 30 Jahren seinen Kaufmannsberuf aufgeben und wurde Privatier. Er erlernte systematisch in Berlin in den Jahren 1890 bis 1892 am dortigen Seminar für Orientalische Sprachen Arabisch, Türkisch und Swahili und etwas Persisch (Farsi). Sein geerbtes Vermögen ermöglichte ihm daraufhin nach Damaskus in Syrien zu gehen, sich dort eine Wohnung zu mieten und von dort in Begleitung seines arabischen Vertrauten die muslimische Welt von Tanger in Marokko bis Samarkand in Innerasien zu bereisen. Diese Reisen führten ihn bis nach Ostafrika und besonders in den Süden der Arabischen Halbinsel. Auf diesen Fahrten führte er jeweils eine komplette Fotoausrüstung einschließlich der notwendigen Hilfsmittel zum Entwickeln der Platten und zur Herstellung von Abzügen mit sich. Auf der dritten dieser ausgedehnten Reisen wurde er auf dem Wege von Mokka nach Taizz im heutigen Jemen von Räubern erschossen.

## Werknachlass
Nach seinem Tod übergab der Neffe Burchardts, Max Ginsberg, die über 500 Fotoplatten und Kontaktabzüge des Reisenden an das Berliner Völkerkundemuseum (heute: Ethnologisches Museum), wo sie nach dem Jahre 2000 mit Unterstützung der Deutschen Forschungsgemeinschaft restauriert, wissenschaftlich ausgewertet und publiziert wurden. Die Ergebnisse dieser Arbeiten wurden im Jemen und in den Staaten der arabischen Golfküste teilweise ausgestellt und dort mit großem Interesse wahrgenommen.

## Bildauswahl

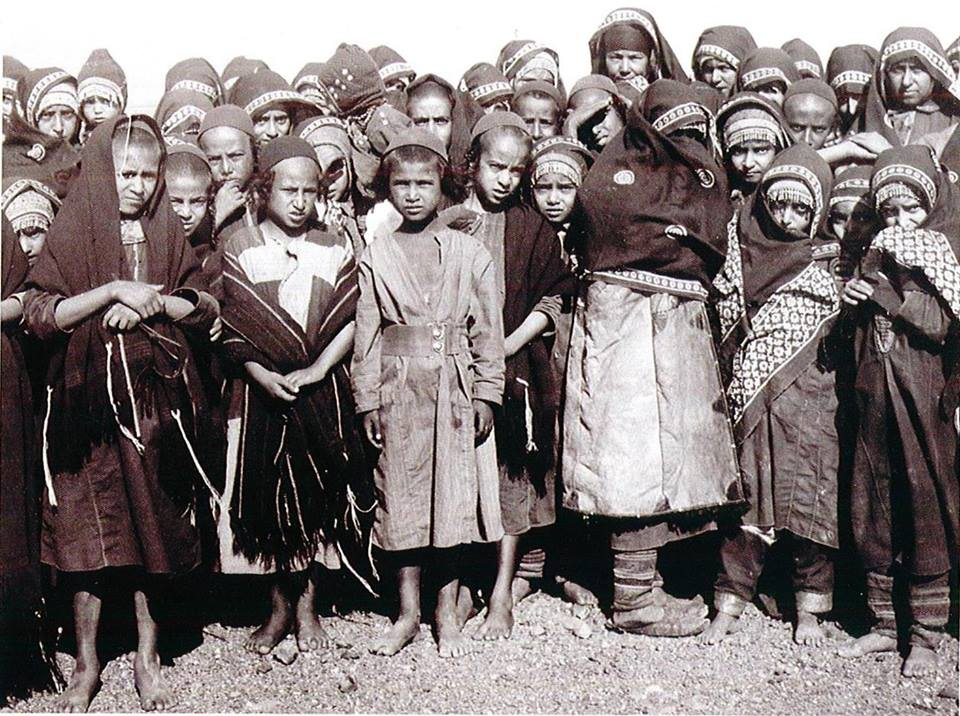
Kinder in Sanaa (ohne Jahr)
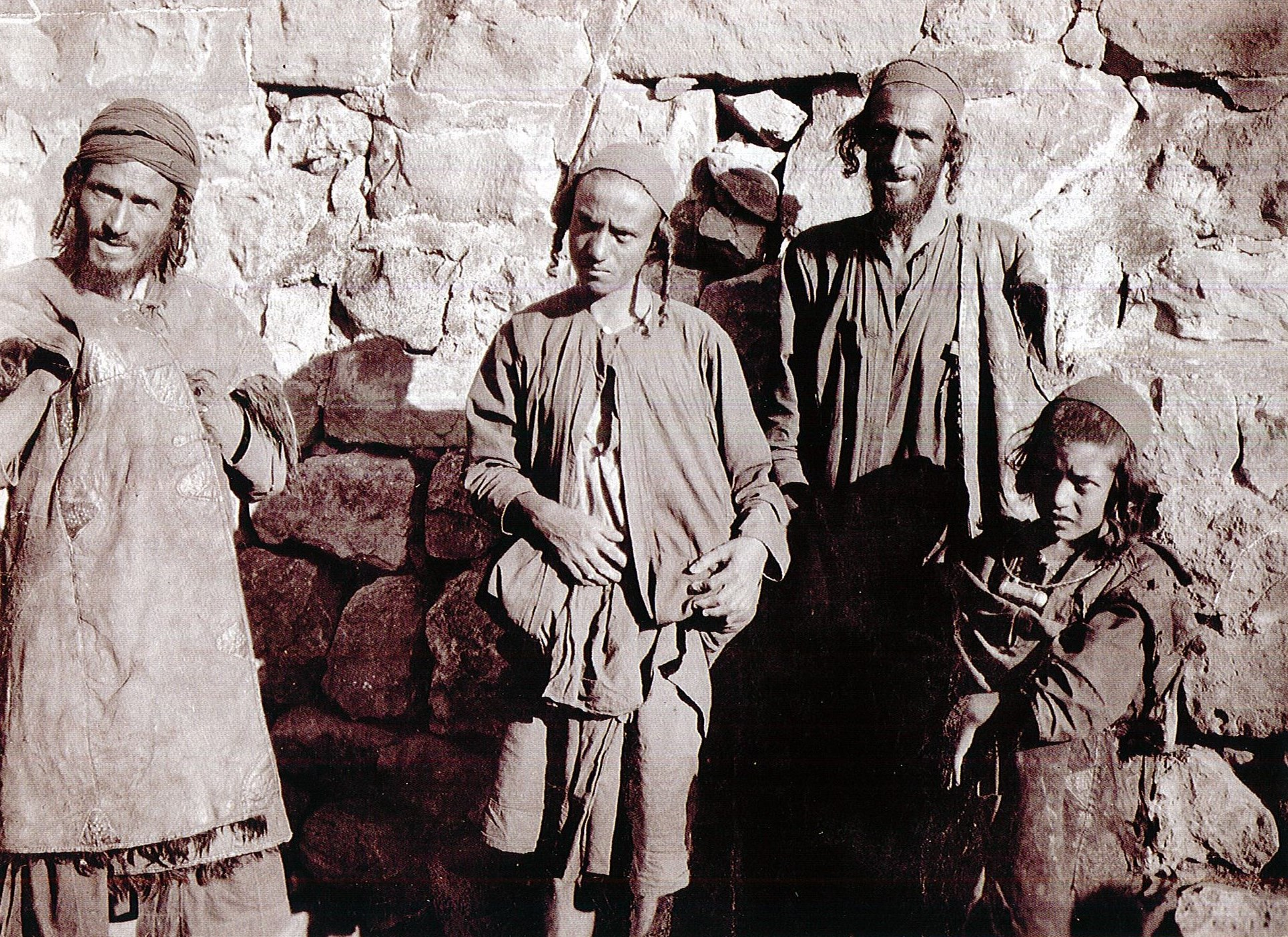
Juden in Maswar, Jemen, 1902
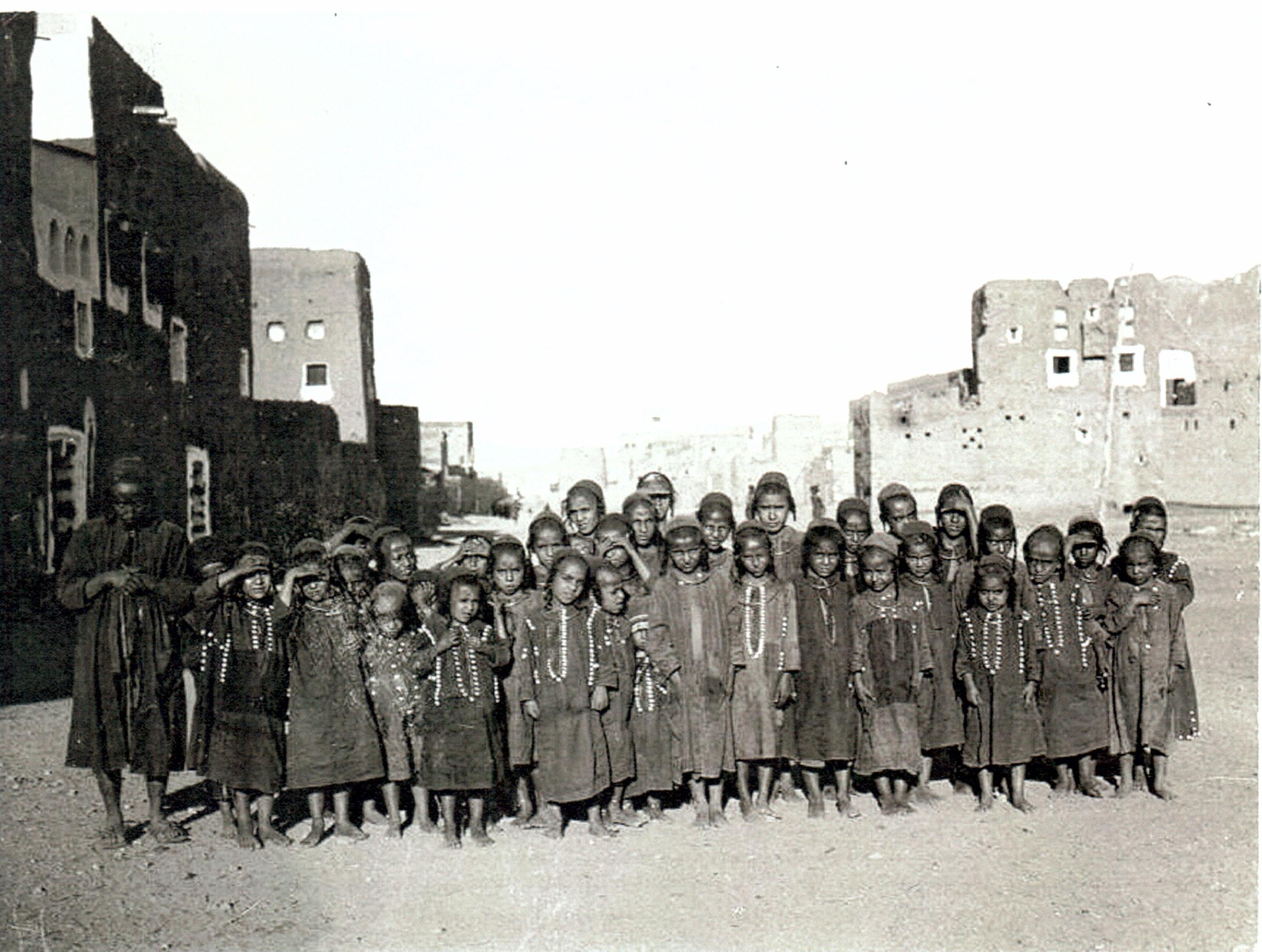
Jüdische Kinder in Sanaa, um 1909
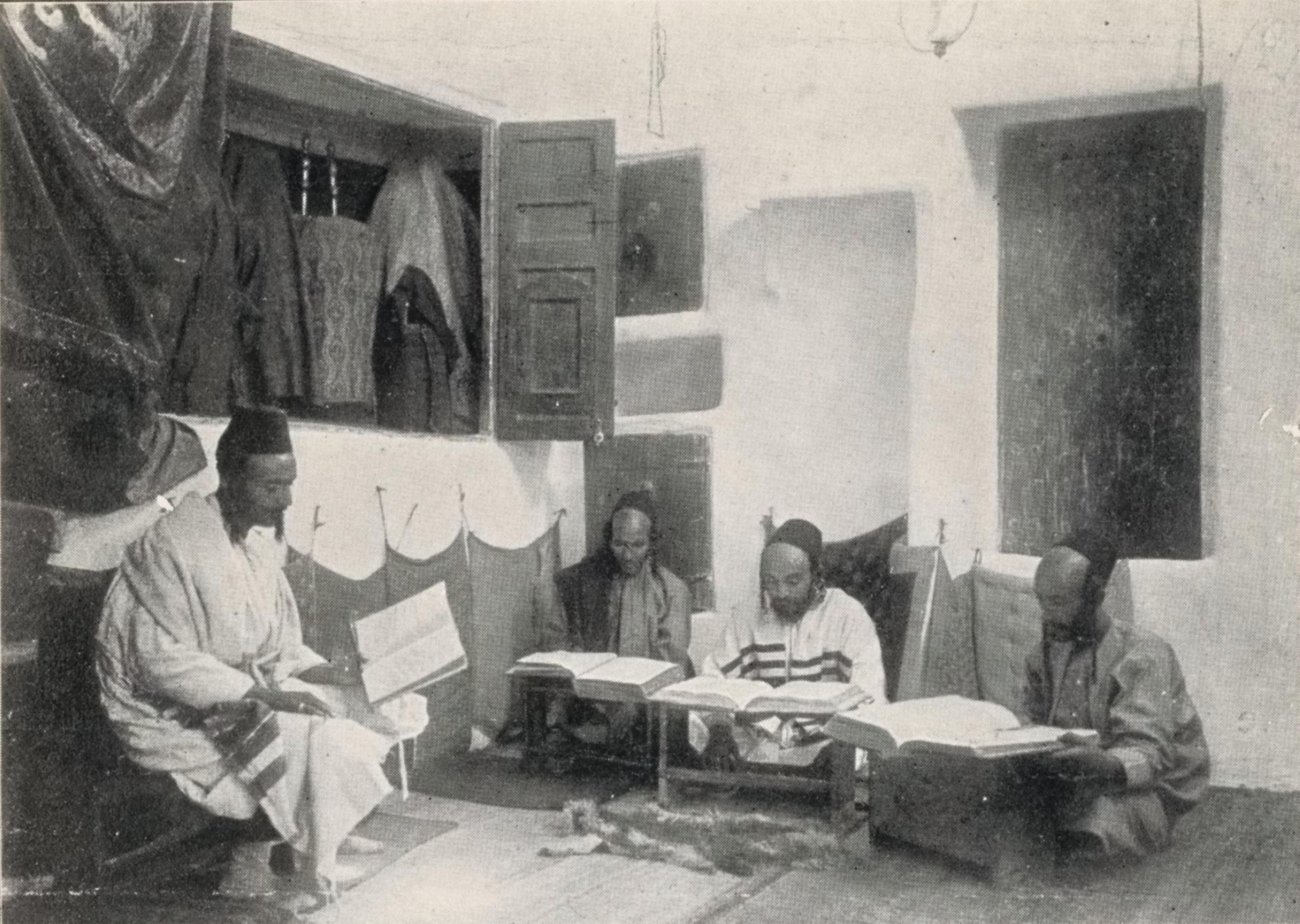
Jüdische Männer in Sanaa ins Lesen vertieft, Sanaa, 1907
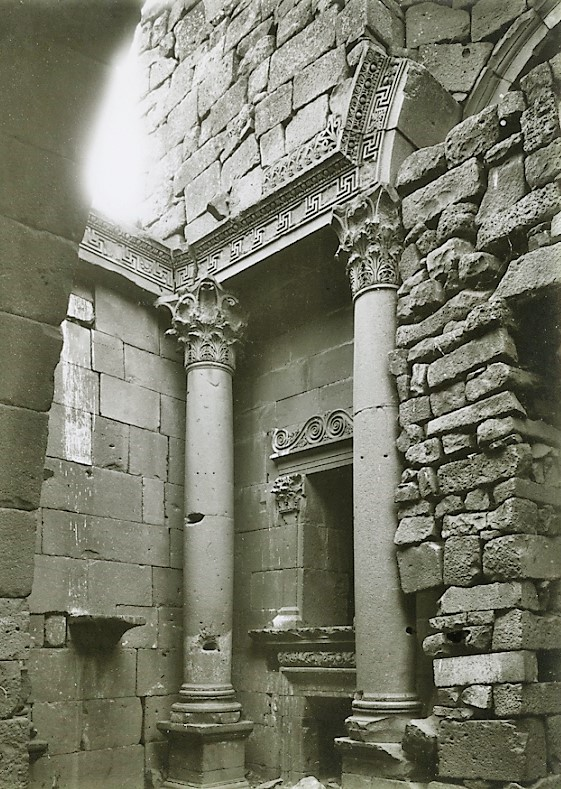
Alter Tempel in Al-Sanamayn, Syrien, um 1895
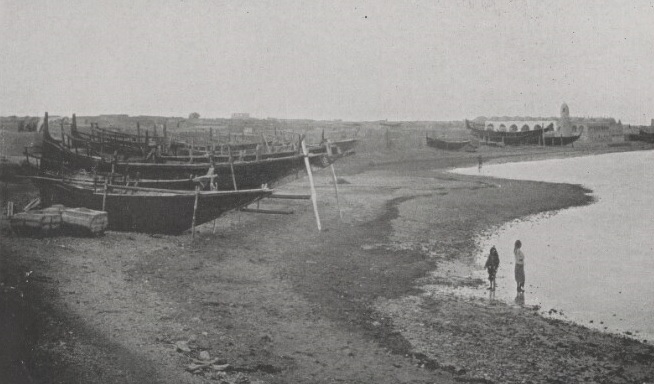
Doha, 1908
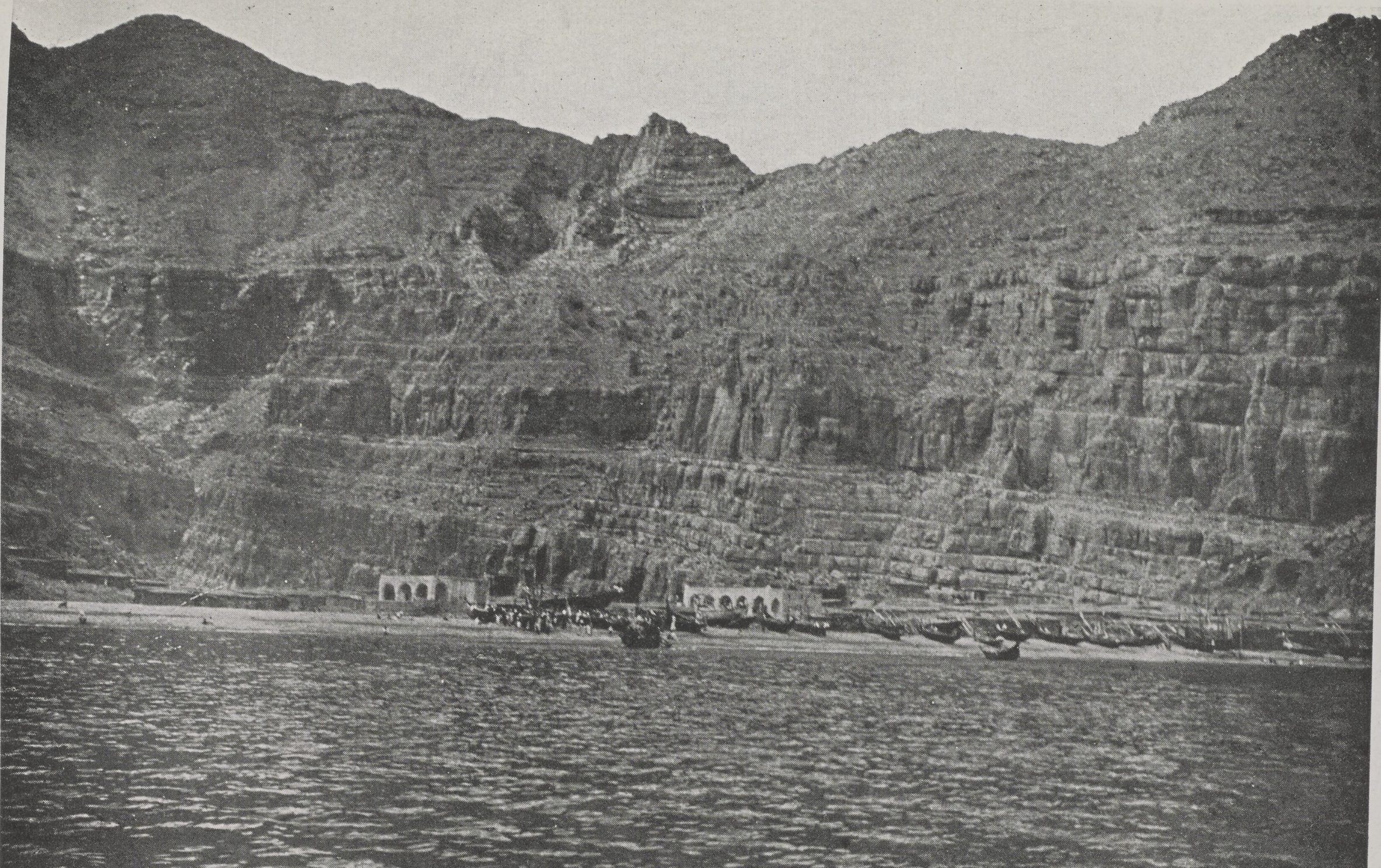
Kumzar, um 1908
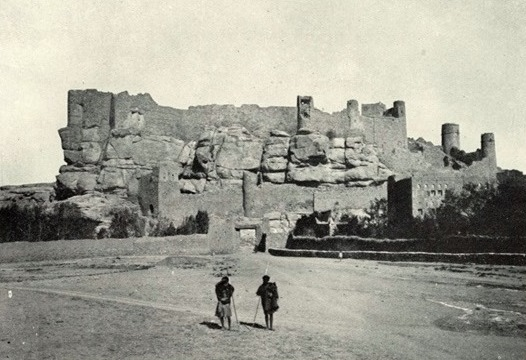
Radda, Jemen, 1909
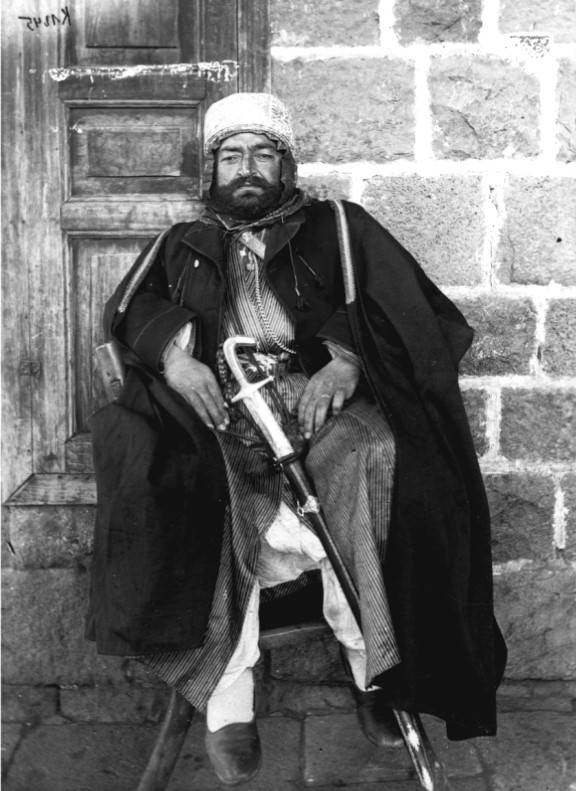
Shibli al-Atrash, ein Druse in Syrien um 1895

## Publikationen/Literatur
Bei seinen Deutschlandaufenthalten hielt Burchardt Vorträge in der Berliner Gesellschaft für Erdkunde. Diese wurden zum Teil in der Zeitschrift der Gesellschaft veröffentlicht.
- Hermann Burchardt, August Fischer (Hrsg.): Arabische und persische Handschriften: Aus dem Besitz des verstorbenen Reisenden Dr. Burchardt. Privatdruck in der Buchhandlung Gustav Fock 1921.
- Eugen Mittwoch (Bearbeiter): Aus dem Jemen.: Hermann Burchardts letzte Reise durch Südarabien. Festgabe für den 4. Deutschen Orientalistentag in Hamburg. Deutsche Morgenländische Gesellschaft, Brockhaus, Leipzig 1926.
- Annegret Nippa: Lesen in alten Photographien aus Baalbek. Völkerkundemuseum der Universität Zürich, Zürich 1994, ISBN 3-909105-29-7.
- Annegret Nippa, Peter Herbstreuth (Hrsg.): Unterwegs am Golf: Von Basra nach Maskat. Verlag Schiler, Berlin, 2006, ISBN 3-89930-070-X. (deutsch, englisch)
- Franziska Bloch: Mit geschultem Blick. Hermann Burchardts Reise in Südsyrien 1895. Fotografien eines deutschen Orientreisenden. Katalogbroschüre zur gleichnamigen Ausstellung des Deutschen Archäologischen Instituts in Berlin, Außenstelle Damaskus, in Zusammenarbeit mit dem Ethnologischen Museum, Berlin 2010. (deutsch, arabisch).
- Hermann Burchardt (1857–1909). Forschungsreisender. In: Ekkehard Vollbach: Dichter, Denker, Direktoren. Porträts deutscher Juden, Leipzig: edition chrismon, ISBN 978-3-96038-243-0, S. 42–52.